# مارثا ويست
مارثا ويست (بالإنجليزية: Martha West)‏ هي محامية أمريكية، ولدت في 1945.